# Patrik Forslund
Leif Patrik Fändrik Forslund, född 3 januari 1983 i Skärholmens församling i Stockholm, är en svensk politiker (moderat). Han var ordinarie riksdagsledamot 2006–2010, invald för Dalarnas läns valkrets.
Forslund kandiderade i riksdagsvalet 2006 och blev ersättare. Han utsågs till ny ordinarie riksdagsledamot från och med 16 november 2006 sedan Mikael Rosén avsagt sig uppdraget. I riksdagen var Forslund ledamot i utbildningsutskottet 2008–2010. Han var även suppleant i civilutskottet, försvarsutskottet och sammansatta utrikes- och försvarsutskottet.